# ラウリ・ポラー
ラウリ・ポラー（よりフィンランド語に近い表記ではラウリ・ポッラ、Lauri Porra、1977年12月13日 - ）は、フィンランドのベーシスト。ヘヴィメタルバンド、ストラトヴァリウスのメンバーとして有名。母方の曽祖父はフィンランドのクラシック音楽家のジャン・シベリウス。

## プロフィール
フィンランドのヘルシンキ生まれ。シベリウスの時代から4代続く音楽一家で育ち、当人は幼い頃からミュージシャンになるものだと思っていたそうである。6歳の頃からオーボエ奏者の母親の薦めでチェロを音楽学校で習い始める。14歳ごろから友人の影響でヘヴィメタルに興味を持ち始め、その頃からジャズ、クラシック、ロックなどさまざまなジャンルの音楽から影響を受け、16歳からベースに転向。1997年から2004年までヘルシンキジャズ・ポップス音楽院にて、トランペット、ヴォーカル、ダブルベース、ピアノも学んでいる。1997年から1999年まで、ロンドン交響楽団と共演した経験も持つ。2004年からティモ・コティペルトのソロプロジェクト『コティペルト』でベースを担当。2005年秋に脱退したヤリ・カイヌライネンに代わり、ストラトヴァリウスに加入。
2006年にはミュージカル『Heavy x-mas』の音楽監督、2007年のフィンランド映画『V2 – Jäätynyt enkeli』の音楽を担当。別名でスタジオミュージシャンとしてポップスアルバムに参加もしている。コティペルト、Warmenといったヘヴィメタルバンドでの活動の他、南米音楽に影響を受けたアコースティックバンドEmma Salokoski Ensembleや、インド人とフィンランド人の混成バンドKriya、ロックバンドのJonna's Problemなどでも活動している。2003年と2004年には男性クラシックコーラス隊YL Male Voice Choirにも参加している。ストラトヴァリウスやシナジーでのアグレッシブなライブアクションが有名であるが、ジャンルに囚われない音楽活動を行っており、2007年にはPelimannifemma (Finnish musician of the year)を受賞している。

## ディスコグラフィ

### ソロ名義
- Lauri Porra (2005年)
- All Children Have Superpowers (2008年)
- Flyover (2015年)

### Stratovarius
- Polaris (2009年)
- Elysium (2011年)
- Nemesis (2013年)

### Emma Salokoski Trio, Emma Salokoski Ensemble
- Puutarhassa (2003年)
- Kaksi Mannerta (2005年)
- Veden Alla (2008年)

### Warmen
- Unknown Soldier (2000年)
- Beyond Abilities (2001年)
- Accept The Fact (2005年)

### Ben Granfelt
- All I Want To Be (2001年)
- Past Experience (2004年)
- Live Experience (2005年)

### Tunnelvision
- While The World Awaits (1999年)
- Tomorrow (2002年)

### Juice Leskinen & Mikko Alatalo
- Senaattori Ja Boheemi (2004年)
- Klassikoiden Ilta (2005年)

### その他のプロジェクト
- Esa Kotilainen: Turpeisen Baari (2003年)
- Peter Lerche: Peshawar Diary (2004年)
- Raskasta Joulua (2004年)
- Lowe Motor Corporation: Saturnalia (2004年)
- Torpedo: Pätkä Tietä Ja Vähän Bensaa (2005年)
- Crazy World (2005年)
- Kriya: Kriya (2005年)
- Jonna's Problem: Jonna's Problem (2006年)
- Raskaampaa Joulua (2006年)
- Edu Falaschi: Almah (2006年)
- Marzi Nyman: Marzi (2006年)
- Kotipelto: Serenity (2007年)
- Guitar Heroes (2007年)
- Agnes: When The Night Falls (2007年)
- Manna: Sister (2007年)
- Apocalyptica: 7th Symphony (2010年)
- Uusi Fantasia: Heimo (2010年)
- Tuomas Kaila: Stevedor (2010年)